# Дискографија Џеси Џеј
Енглеска певачица Џеси Џеј објавила је пет студијских албума, један ЕП, деветнаест синглова, двадесет и један спот и пет промотивних синглова.
Певачица је свој први сингл Do It like a Dude", објавила у новембру 2010. године, а он је доспео на прво место листе Велике Британије и био на осмом месту листе на Новом Зеланду. Њен наредни сингл Price Tag снимила је у сарадњи са репером B.o.Bom, а пуштен је крајем јануара 2011. године и провео је две недеље на првом месту листе у Великој Британији, а продат је у преко милион примерака до јануара 2012. године. Price Tag био је 23. месту америчке листе Билборд хот 100, а на првом месту у Француској, Ирској, Новом Зеланду, док је био на трећем месту у Аустралији, Немачкој и Холандији.
Први студијски албум под називом Who You Are певачица је објавила 25. фебруара 2011. године на ЦД формату и за дигитално преузимање. Албум се нашао на другом месту листе у Великој Британији, био међу десет најбољих у Аустралији, Канади, Ирској и на Новом Зеланду, а једанаести у Сједињеним Државама. На албуму се нашло неколико синглова укључујући Nobody's Perfect који је био девети у Великој Британији и Who You Are који је био међу десет хитова у децембру 2011. године у Великој Британији.
Сингл Domino објављен је 2011. године и нашао се на осмом месту листе Велике Британије, а на трећем месту листа Аустралије, Новог Зеланда и шестом месту америчке листе Билборд хот 100.
Други студијски албум Alive, најављен је у мају 2013. године песмом Wild, на којој су гостовали репери Big Sean и Dizzee Rascal, а песма је достигла пето место у Великој Британији и шесто у Аустралији. Други сингл It's My Party објављен је 15. септембра, а албум Alive званично 23. септембра 2013. године. Трећи и последњи сингл са албума под називом Thunder објављен је 8. децембра 2013. године и нашао се на осмом месту листа у Уједињеном Краљевству и Ирској.
Џеси Џеј појавила се као гост на синглу Up Џејмса Морисона у новебру 2011. године. Сингл се нашао на албуму Aweking, а био је 30. на листи у Уједињеном Краљевству. У децембру 2012. године певачица је гостовала на песми Remember me, музичара Daley, а песма је била 24. на листи у Уједињеном Краљевству. Џеси Џеј такође се појавила на песми Calling All Hearts Робина Тика, на којој је гостовао и диск-џокеј Khaled.
Промоцију трећег албума певачица је најавила синглом Bang Bang, који је снимила у дуету са Аријаном Гранде и Ники Минаж, а песма је доживела значајан успех, била на првом месту у Великој Британији и Сједињеним Државама. Наредни сингл Burnin Up био је мање успешан од претходног и нашао се на 86. позицији листе Билборд хот 100 и на 100. месту канадске листе. Албум Sweet Talker објављен је 13. октобра 2014. године.
Године 2018. певачица је представила пети студијски албум под називом R.O.S.E.

## Студијски албуми
| Назив | Детаљи | Позиције | Позиције | Позиције | Позиције | Позиције | Позиције | Позиције | Позиције | Позиције | Позиције | Сертификати                                                                          |
| Назив | Детаљи | УК       | АУС      | КАН      | ДАН      | НЕМ      | ИР       | ХОЛ      | НЗ       | ШВА      | САД      | Сертификати                                                                          |
| --- | --- | -------- | -------- | -------- | -------- | -------- | -------- | -------- | -------- | -------- | -------- | ------------------------------------------------------------------------------------ |
| Who You Are                                                                                                   | - Датум објављивања: 25. фебруар 2011. - Издавачка кућа: Island Records, Lava Records - Формат: ЦД, дигитално преузимање | 2        | 4        | 6        | 5        | 18       | 4        | 41       | 4        | 29       | 11       | - BPI: 4× Платина - ARIA: Платина - IRMA: 2× Платина - RIAA: Платина - RMNZ: Платина |
| Alive | - Датум објављивања: 23. септембар 2013. - Издавачка кућа: Island, Lava - Формат: ЦД, дигитално преузимање               | 3        | 7        | —        | —        | 35       | 6        | 19       | 18       | 15       | —        | - BPI: Златно                                                                        |
| Sweet Talker                                                                                                  | - Датум објављивања: 13. октобар 2014. - Издавачка кућа: Republic Records, Lava - Формат: ЦД, дигитално преузимање       | 5        | 14       | 16       | 26       | 25       | 11       | 19       | 13       | 12       | 10       | - BPI: Сребрно                                                                       |
| R.O.S.E. | - Датум објављивања: 22—25. мај 2018. - Издавачка кућа: Republic, Lava - Формат: дигитално преузимање                    | —        | —        | —        | —        | —        | —        | —        | —        | —        | —        |                                                                                      |
| This Christmas Day                                                                                            | - Датум објављивања: 26. октобар 2018. - Издавачка кућа: Republic, Lava - Формат: дигитално преузимање                   | —        | —        | —        | —        | —        | —        | —        | —        | —        | —        |                                                                                      |
| "—" означава издање које или није дебитовало на тој топ-листи или није дебитовало у/на тој држави/територији. | |          |          |          |          |          |          |          |          |          |          |                                                                                      |

## Епови
| Назив           | Детаљи |
| --------------- | --- |
| iTunes Festival | - Датум објављивања: 14. октобар 2012. - Издавачка кућа: Universal Republic Records - Формат: дигитално преузимање |

## Синглови

### Као главни извођач
| Сингл | Година | Позиција | Позиција | Позиција | Позиција | Позиција | Позиција | Позиција | Позиција | Позиција | Позиција | Сертификат | Албум                          |
| Сингл | Година | УК       | АУС      | АУС 40   | КАН      | ДАН      | НЕМ      | ИР       | ХОЛ      | НЗ       | САД      | Сертификат | Албум                          |
| --- | ------ | -------- | -------- | -------- | -------- | -------- | -------- | -------- | -------- | -------- | -------- | --- | ------------------------------ |
| "Do It like a Dude"                                                                                           | 2010   | 2        | 66       | 62       | —        | 16       | 41       | 11       | 95       | 8        | —        | - BPI: Платина - RMNZ: Златно                                                                                                  | Who You Are                    |
| "Price Tag" (B.o.B и Џеси Џеј)                                                                                | 2011   | 1        | 2        | 11       | 4        | 14       | 3        | 1        | 3        | 1        | 23       | - BPI: 2× Платина - ARIA: 6× Платина - BVMI: Платина - IFPI ДАН: Златно - RIAA: 4× Платина - RMNZ: 2× Платина                  | Who You Are                    |
| "Nobody's Perfect"                                                                                            | 2011   | 9        | 9        | 33       | —        | 27       | 40       | 14       | 19       | 10       | —        | - BPI: Златно - ARIA: 2× Платина - RMNZ: Златно                                                                                | Who You Are                    |
| "Who's Laughing Now"                                                                                          | 2011   | 16       | —        | —        | —        | —        | —        | 28       | —        | —        | —        | - BPI: Сребрно | Who You Are                    |
| "Domino" | 2011   | 1        | 5        | 26       | 7        | 22       | 22       | 1        | 20       | 3        | 6        | - BPI: Платина - ARIA: 3× Платина - BVMI: Златно - IFPI ДАН: Платина - RIAA: Платина - RMNZ: 2× Платина                        | Who You Are                    |
| "Who You Are"                                                                                                 | 2011   | 8        | 86       | —        | 85       | —        | —        | 23       | —        | —        | —        | - BPI: Златно | Who You Are                    |
| "LaserLight" (Давид Гета и Џеси Џеј)                                                                          | 2012   | 5        | 48       | —        | —        | —        | —        | 9        | —        | 19       | —        | - BPI: Сребрно | Who You Are                    |
| "Silver Lining (Crazy 'Bout You)"                                                                             | 2012   | 100      | —        | —        | —        | —        | 66       | —        | —        | —        | —        | | Silver Linings Playbook        |
| "Wild" (Big Sean, Dizzee Rascal и Џеси Џеј)                                                                   | 2013   | 5        | 6        | 34       | —        | 16       | 12       | 9        | 63       | 24       | —        | - BPI: Златно - ARIA: 2× Платина - IFPI ДАН: Златно                                                                            | Alive                          |
| "It's My Party"                                                                                               | 2013   | 3        | 12       | —        | —        | —        | —        | 12       | —        | —        | —        | - BPI: Сребрно - ARIA: Златно                                                                                                  | Alive                          |
| "Thunder" | 2013   | 18       | 100      | —        | —        | —        | —        | 55       | —        | —        | —        | | Alive                          |
| "Bang Bang" (Аријана Гранде, Ники Минаж и Џеси Џеј)                                                           | 2014   | 1        | 4        | 12       | 3        | 10       | 13       | 3        | 7        | 4        | 3        | - BPI: 2× Платина - ARIA: 3× Платина - BVMI: Златно - IFPI ДАН: Платина - MC: 5× Платина - RIAA: 6× Платина - RMNZ: 2× Платина | Sweet Talker and My Everything |
| "Burnin' Up" (2 Chainz и Џеси Џеј)                                                                            | 2014   | 73       | 63       | —        | 100      | —        | —        | —        | —        | —        | 86       | | Sweet Talker                   |
| "Masterpiece"                                                                                                 | 2015   | 159      | 14       | 9        | 74       | —        | 10       | —        | —        | 13       | 65       | - ARIA: Платина - BVMI: Златно - RMNZ: Златно                                                                                  | Sweet Talker                   |
| "Flashlight"                                                                                                  | 2015   | 13       | 2        | 37       | 57       | —        | 38       | 31       | 55       | 7        | 61       | - BPI: Златно - ARIA: Платина - IFPI ДАН: Златно - RMNZ: Златно                                                                | Pitch Perfect 2                |
| "Real Deal"                                                                                                   | 2017   | —        | —        | —        | —        | —        | —        | —        | —        | —        | —        | | R.O.S.E.                       |
| "Think About That"                                                                                            | 2017   | —        | —        | —        | —        | —        | —        | —        | —        | —        | —        | | R.O.S.E.                       |
| "Not My Ex"                                                                                                   | 2017   | —        | —        | —        | —        | —        | —        | —        | —        | —        | —        | | R.O.S.E.                       |
| "Queen" | 2017   | —        | —        | —        | —        | —        | —        | —        | —        | —        | —        | | R.O.S.E.                       |
| "Love Will Save the World"                                                                                    | 2018   | —        | —        | —        | —        | —        | —        | —        | —        | —        | —        | | Није ни на једном албуму       |
| "—" означава издање које или није дебитовало на тој топ-листи или није дебитовало у/на тој држави/територији. |        |          |          |          |          |          |          |          |          |          |          | |                                |

### Као гостујући музичар
| Сингл | Година | Позииција | Позииција | Позииција | Албум                    |
| Сингл | Година | УК        | [НЕМ      | ХОЛ       | Албум                    |
| --- | ------ | --------- | --------- | --------- | ------------------------ |
| "Up" (Џејмс Морисон и Џеси Џеј)                                                                               | 2011   | 30        | 19        | 70        | The Awakening            |
| "Remember Me" (Daley и Џеси Џеј)                                                                              | 2012   | 24        | —         | —         | Alone Together           |
| "Calling All Hearts" (DJ Cassidy, Робин Тик и Џеси Џеј)                                                       | 2014   | 6         | —         | —         | Paradise Royale          |
| "Where Is the Love" (The Black Eyed Peas и разни извођачи)                                                    | 2016   | 47        | —         | —         | Није ни на једном албуму |
| "Bridge over Troubled Water"                                                                                  | 2017   | 1         | —         | —         | Није ни на једном албуму |
| "—" означава издање које или није дебитовало на тој топ-листи или није дебитовало у/на тој држави/територији. |        |           |           |           |                          |

### Промотивни синглови
| Назив | Година | Позиција | Позиција | Албум                    |
| Назив | Година | АУС      | САД R&B  | Албум                    |
| --- | ------ | -------- | -------- | ------------------------ |
| "Casualty of Love"                                                                                            | 2011   | —        | 28       | Who You Are              |
| "Square One"                                                                                                  | 2013   | —        | —        | Alive                    |
| "Personal" | 2014   | —        | —        | Sweet Talker             |
| "Sweet Talker"                                                                                                | 2014   | —        | —        | Sweet Talker             |
| "Ain't Been Done"                                                                                             | 2014   | 47       | —        | Sweet Talker             |
| "Can't Take My Eyes Off You"                                                                                  | 2016   | —        | —        | Није ни на једном албуму |
| "—" означава издање које или није дебитовало на тој топ-листи или није дебитовало у/на тој држави/територији. |        |          |          |                          |

## Дуети
| Назив                                                 | Година | Албум                                              |
| ----------------------------------------------------- | ------ | -------------------------------------------------- |
| "Love Shine Down" (Olly Murs и Џеси Џеј)              | 2010   | Olly Murs                                          |
| "Repeat" (Давид Гета и Џеси Џеј)                      | 2011   | Nothing but the Beat                               |
| "I Wanna Dance with Somebody" (уживо)                 | 2011   | Dermot O'Leary Presents the Saturday Sessions 2011 |
| "We Will Rock You" (Квин и Џеси Џеј)                  | 2012   | A Symphony of British Music                        |
| "Do You Hear What I Hear?" (Mary J. Blige и Џеси Џеј) | 2013   | A Mary Christmas                                   |
| "We Don't Play Around" (Dizzee Rascal и Џеси Џеј)     | 2014   | The Fifth                                          |
| "Part of Your World" (Из филма Мала сирена)           | 2015   | We Love Disney                                     |
| "Grease (Is the Word)"                                | 2016   | Grease: Live                                       |
| "My Superstar"                                        | 2016   | Ice Age: Collision Course                          |
| "I Got You (I Feel Good)"                             | 2018   | Fifty Shades Freed                                 |

## Остале песме
| Сингл | Година | Позиција | Позиција | Позиција | Позиција | Позиција | Албум                       |
| Сингл | Година | УК       | АУС      | НЕМ      | ИР       | ХОЛ      | Албум                       |
| --- | ------ | -------- | -------- | -------- | -------- | -------- | --------------------------- |
| "Mamma Knows Best"                                                                                            | 2011   | 59       | —        | —        | —        | —        | Who You Are                 |
| "Abracadabra"                                                                                                 | 2011   | 106      | —        | —        | —        | —        | Who You Are                 |
| "Rainbow" | 2011   | 158      | —        | —        | —        | —        | Who You Are                 |
| "Stand Up" | 2011   | 186      | —        | —        | —        | —        | Who You Are                 |
| "My Shadow"                                                                                                   | 2011   | 188      | —        | —        | —        | —        | Who You Are                 |
| "Repeat" (Давид Гета и Џеси Џеј)                                                                              | 2011   | 108      | —        | —        | —        | —        | Nothing but the Beat        |
| "We Will Rock You" (Квин и Џеси Џеј)                                                                          | 2012   | 107      | —        | —        | —        | —        | A Symphony of British Music |
| "Sexy Lady"                                                                                                   | 2013   | 22       | —        | —        | 30       | —        | Alive                       |
| "Excuse My Rude" (Becky G и Џеси Џеј)                                                                         | 2013   | 124      | —        | —        | —        | —        | Alive                       |
| "I Miss Her"                                                                                                  | 2013   | 194      | —        | —        | —        | —        | Alive                       |
| "Do You Hear What I Hear?" (Mary J. Blige и Џеси Џеј)                                                         | 2013   | 59       | —        | —        | 40       | —        | A Mary Christmas            |
| "We Don't Play Around" (Dizzee Rascal и Џеси Џеј)                                                             | 2014   | —        | 46       | —        | —        | —        | The Fifth                   |
| "The Man with the Bag"                                                                                        | 2015   | —        | —        | —        | —        | 74       | This Christmas Day          |
| "—" означава издање које или није дебитовало на тој топ-листи или није дебитовало у/на тој држави/територији. |        |          |          |          |          |          |                             |

## Спотови

### Као главни извођач
| Назив                                               | Година | Режисер(и)                        |
| --------------------------------------------------- | ------ | --------------------------------- |
| "Do It Like a Dude"                                 | 2010   | Емил Нава                         |
| "Price Tag" (B.o.B и Џеси Џеј)                      | 2011   | Емил Нава                         |
| "Nobody's Perfect"                                  | 2011   | Емил Нава                         |
| "Who's Laughing Now"                                | 2011   | Емил Нава                         |
| "Who You Are"                                       | 2011   | Емил Нава                         |
| "Domino"                                            | 2011   | Реј Кеј                           |
| "LaserLight" (Давид Гета и Џеси Џеј)                | 2012   | Емил Нава                         |
| "Silver Living (Crazy 'Bout You)"                   | 2012   | Ендру Логан                       |
| "Wild" (Big Sean, Dizzee Rascal и Џеси Џеј)         | 2013   | Емил Нава                         |
| "It's My Party"                                     | 2013   | Емил Нава                         |
| "Thunder"                                           | 2013   | Емил Нава                         |
| "Bang Bang" (Аријана Гранде, Ники Минаж и Џеси Џеј) | 2014   | Хана Лукс Дејвис                  |
| "Burnin' Up" (2 Chainz и Џеси Џеј)                  | 2014   | Хана Лукс Дејвис                  |
| "Masterpiece"                                       | 2014   | Табита Денхолм                    |
| "Flashlight"                                        | 2015   | Хана Лукс Дејвис                  |
| "Can't Take My Eyes Off You"                        | 2016   | Rankin                            |
| "Real Deal"                                         | 2017   | Џејк Старк                        |
| "Think About That"                                  | 2017   | Ерик Ројас, Брајан Зиф и Џеси Џеј |
| "Not My Ex"                                         | 2017   | Брајан Зиф                        |
| "Queen"                                             | 2018   | Али Сноу                          |
| "Queen"                                             | 2018   | Марк Класфилд                     |

### Као гостујући извођач
| Назив                                                     | Година | Режисер(и) |
| --------------------------------------------------------- | ------ | ---------- |
| "Up" (Џејмс Морисон и Џеси Џејмс)                         | 2011   | Фил Грифин |
| "Remember Me" (Daley и Џеси Џејмс)                        | 2012   | Итан Ладер |
| "Calling All Hearts" (DJ Cassidy, Робин Тик и Џеси Џејмс) | 2014   | Director X |

## Текстови песама
| Назив                        | Година | Извођач                       | Албум                     |
| ---------------------------- | ------ | ----------------------------- | ------------------------- |
| "Party in the U.S.A."        | 2009   | Мајли Сајрус                  | The Time of Our Lives     |
| "I Need This"                | 2009   | Крис Браун                    | Graffiti                  |
| "Move"                       | 2009   | Lisa Lois                     | [Smoke                    |
| "Owe It All to You"          | 2009   | Lisa Lois                     | [Smoke                    |
| "V.I.P."                     | 2012   | Kumi Koda (T-Pain и Џеси Џеј) | Japonesque                |
| "Sinister"                   | 2013   | Kahi (Bekah и Џеси Џеј)       | Who Are You?              |
| "Clued Up"                   | 2015   | Little Mix                    | Get Weird (делукс издање) |
| "Sometimes Dreams Come True" | 2015   | Kumi Koda                     | Walk of My Life           |